# Saison 1993-1994 du Boucau Tarnos stade
 (août 2010).
Cette page présente la saison 1993-1994 du Boucau Tarnos stade en Championnat de France de rugby à XV de 2e division.

## Transferts
| Joueur           | Poste             | Destination |
| Henry Gaye       | pilier            | Arrêt       |
| Thierry Arnoux   | arrière ou ailier | Arrêt       |
| Maurice Barragué | 3e ligne          | FC Lourdes  |

| Joueur         | Poste    | Destination      |
| Franck Vanhems | 3e ligne | Aviron bayonnais |

## Récit de la saison
Le BTS retrouve lors de la 1re phase : L'US Vic en Bigorre, l'Union sportive L'Isle-Jourdain, l'US Mouguerre, l'US Morlaàs, l'US Eauze, l'avenir Bizanos, l'AS Bayonne, l'avenir de Jurançon & le JS Riscle. Faisant honneur à leur rang de favori, les Noirs terminent 1er de poule sans problème, ne concédant que 3 défaites (toutes dans le Gers à Eauze, à Riscle & à Isle Jourdain). Mieux ils s'exporteront en gagnant à Jurançon, Bizanos, Morlaàs, Mouguerre, Vic en Bigorre & Bayonne.
Dominant ses adversaires grâce à un jeu d'avant parfaitement maîtrisé, les "forgerons" semblent ne pas connaître de limite en cette saison. Mieux, avec l’arrivée de Vanhems (3e ligne) ancien international universitaire de Bayonne le club gagne en volume de jeu.
De plus, en replaçant Denis Lourtet au centre et en lui confiant la mission de buter, le club trouva en ce joueur de qualité (formé au club) le buteur qu'il cherchait. Ainsi, il inscrivit pas moins de 218 points sur l'ensemble de la saison (2 essais, 26 transformations & 52 pénalités) ce qui soulagea l'équipe quand il s'agissait de matérialiser au pied les fautes adverses.
Mais surtout, quand Lourtet et Bellocq furent blessés, Bernard Lassalle, prit formidablement bien le relais à l'ouverture mais aussi dans le rôle de buteur ce qui permit à l'équipe de ne pas subir de coup d'arrêt et de remporter des victoires importantes à Bizanos, Morlaàs et Bayonne.
| Adversaires    | Résultats Domicile | Résultats Extérieur |
| Eauze          | Gagné 54 à 3       | Perdu 8 à 6         |
| Bizanos        | Gagné 13 à 6       | Gagné 11 à 15       |
| Morlaàs        | Gagné 30 à 16      | Gagné 16 à 17       |
| Mouguerre      | Gagné 3 à 0        | Gagné 14 à 18       |
| Isle-Jourdain  | Gagné 24 à 6       | Perdu 18 à 10       |
| Jurançon       | Gagné 71 à 6       | Gagné 5 à 20        |
| Riscle         | Gagné 15 à 11      | Perdu 15 à 8        |
| AS. Bayonne    | Gagné 31 à 12      | Gagné 3 à 10        |
| Vic en Bigorre | Gagné 31 à 8       | Gagné 6 à 21        |

Lors des Play Off, les Noirs affrontent (encore) Bizanos, Niort et Caussade. Remportant le 1er match à Niort (3 à 11 dans des conditions climatiques dantesques), ils lancent parfaitement cette 2e phase. Par contre en perdant son Pilier, Etrillard (entorse du genou) le BTS perd gros (même s'il ne le sait pas encore...).
La suite de cette compétition est conforme à la 1re phase : invaincu à domicile, victoire à Bizanos (6 à 9) & une seule défaite à Caussade 25 à 12.
| Adversaires | Résultats Domicile | Résultats Extérieur |
| Bizanos     | Gagné 27 à 6       | Gagné 6 à 9         |
| Niort       | Gagné 36 à 0       | Gagné 3 à 11        |
| Caussade    | Gagné 9 à 0        | Perdu 25 à 12       |

### Les phases finales
C'est donc un BTS confiant et sûr de sa force qui vient affronter St Foy la Grande à Villeneuve de Marsan en 16e de finale du championnat de France. Par une chaleur caniculaire et irrespirable, les Noirs firent le minimum nécessaire pour passer (11 à 3). Bien lancé par un drop de Bellocq, les avants mettent au supplice un adversaire dont la mêlée explosera plusieurs fois. Aussi, c'est sans trop de problèmes que l'équipe se qualifie pour le match de la montée.
C'est à Mimizan que le BTS va affronter Gujan-Mestras (là même où quelques semaines plus tôt ils avaient battu cet adversaire en 8e du Challenge de l'ESSOR 36 à 3). Ne changeant pas une formule qui marche, Bellocq passe son drop dominical. Puis c'est Denis Lourtet qui marque l'essentiel des points au pied pour emmener le BTS au paradis grâce à 6 pénalités. 21 à 12, net et sans bavure, le but de la saison est atteint : le retour en 1re Division groupe B2. Malheureusement, la 1re ligne perd un de ses leaders (le talonneur San Juan) à la suite d'une mêlée effondrée où il laissera un genou.
Pour le 1/4 de finale à Aire sur Adour, le BTS affronte Beaumont de Lomagne. Lors de ce match fermé, le pack du BTS souffrira face à la mêlée adverse. Pliant souvent, il ne craqua jamais, mais ne fut parfois pas loin du point de rupture. Aussi, c'est au moment où on les attendait le moins que les Noirs enclenchèrent une avancée dévastatrice des avants. À la suite d'une touche à 22 mètres de l'en-but de Beaumont, le pack se saisit du ballon et progresse sur cette distance. Sortie de la balle pour Mendiboure, qui transmet à son ouvreur Bellocq, lequel le retrouve à son intérieur pour l'essai de la libération (entre les poteaux) à 6 minutes de la fin du match : 19 à 12.
Aussi, c'est à Pézenas (entre Béziers & Narbonne) que le BTS va disputer sa 1/2 finale contre Chambéry. Partant à 5 h 30 du matin les 3 bus de supporters s'élancent avec l'espoir de voir leur favori décrocher une place en Finale… Cette rencontre sera très fermée. Il faudra atteindre les prolongations pour voir les 2 équipes se départager grâce à un essai d'Arretche à la suite d'une échappée du jeune Pilier Bertin (international cadet et junior) sur plus de 20 mètres bien relayé par Larrondo. 14 à 9, le BTS a le droit de rêver une semaine de plus... Comme en 1958 et 1970, les "Forgerons" atteignent la Finale du Championnat de France de 2e Division (et comme en 1970, il faudra avoir recours aux prolongations dans un des matchs éliminatoires).
L'adversaire du grand jour est l'équipe de Peyrehorade (25 km du Boucau) qui élimina les Noirs en 1/4 de Finale du Challenge de l'Essor à Montfort. En fait les 2 équipes se craignent... D'un côté le BTS et son pack de fer et de l'autre Peyrehorade Sport son jeu de mouvement et ses individualités (Lamour, Dubois, Pedehontas (les 2 premiers joueront par la suite en professionnels)). Aussi, en Essor, nous avions eu droit à une opposition de style entre des avants du BTS qui avaient mis au supplice la mêlée et le pack Landais et de l'autre une équipe joueuse qui avait su exploiter les manques des noirs pour inscrire 2 essais en contre sous les trombes d'eaux qui s'étaient abattues en Chalosse (20 à 9 pour Peyrehorade).
Cette finale se joua devant la foule des grands jours (plus de 10 000 personnes à Tyrosse où le club local avait fait rajouter des praticables afin qu'un maximum de supporters puisse trouver une place assise). La clique Boucalaise (traditionnellement en blanc et vert (couleur de Peyrehorade)) défila en Blanc et noir. Le stade était partagé entre ces 2 couleurs distinctes. Très tôt dans l'après-midi, des centaines de voitures avaient rallié Boucau et Tarnos de Tyrosse (25 km). Même un bus coloré prit la nationale 10 pour ce court déplacement.
Les supporters du BTS espéraient un titre... qui n'est jamais venu... Il faut dire que durant toute la semaine chacun se prépara au mieux pour dominer son adversaire. Les "Forgerons" qui craignaient le jeu de Peyrehorade se préparèrent à base de jeu et de mouvement. Son adversaire, lui, qui craignait la force du pack Boucalo-Tarnosien s'entraîna sur les fondamentaux : la conquête (mêlée & touche). "Mangeant" du bélier jusqu'à ne plus pouvoir tenir debout, ils se préparèrent du mieux possible au combat qu'était un match de rugby. Malheureusement, pour eux, les Noirs connurent une alerte la veille du match. Pocoréna se blessa au mollet. Cela obligea les entraîneurs (Foncillas et Champres) de changer leur fusil d'épaule sachant pertinemment que ce 2e ligne de devoir ne tiendrait pas les 80 minutes. Un choix fut fait de mettre un remplaçant de plus au niveau du pack au détriment de Rollet (3/4 centre) qui ne put être conservé pour la Finale. Aussi, ce n'est pas dans les meilleures disposition que les Noirs se présentèrent avec un pilier et un talonneur déjà blessé et un 2e ligne sur une jambe et jouant sous infiltration.
Pour ceux qui assistèrent au match, cette Finale se joua sur 2 mêlées. La première vit le pack du BTS plier et la 2e craquer, ce qui occasionna la blessure de Larrondo (3e ligne reconvertie au talonnage) qui laissa ses camarades sur blessure à la 21e minute (remplacé par le "vétéran" Errecart). Sur et solide sur ses bases, le pack de Peyrehorade contra parfaitement celui des "Forgerons".... (Sauf en début de 2e mi-temps où un sursaut des avants noirs fit passer quelques frissons chez les supporters Landais).
Aussi, les avants du BTS ne purent jamais "secouer" leurs adversaires.
À la mi-temps le score n'était que de 6 à 6 (2 pénalités de chaque côté). Mais à la 57e minute survint le tournant du match : l'ouvreur Boucalo-Tarnosien Bellocq est contré à hauteur de ses 22 mètres par son vis-à-vis qui marque sans opposition : 13 à 6. Lourtet, grâce à une pénalité, laissent quelques espoirs aux Noirs 13 à 9... mais à 10 minutes de la fin à la suite d'une perte de balle en touche du BTS, Peyrehorade marque son 2e essais (20 à 9) puis une pénalité à 2 minutes de la fin pour un score final de 23 à 9. Défaite nette et sans bavure des Boucalo-Tarnosiens.
| poste                                      | joueurs                                                                             |
| 1re ligne                                  | Jean-Paul BERTIN, Pascal LARRONDO (puis Patrick ERRECART), Jean-François ELIZAGOYEN |
| 2e ligne                                   | Michel LASSALLE (cap), Daniel POCORENA (puis François NAVARRON)                     |
| 3e ligne                                   | Franck VANHEMS, Bruno BERROUET, Christophe BLANC                                    |
| demi de mêlée                              | Jean-Michel LABAT(puis Alain MENDIBOURE)                                            |
| demi d'ouverture                           | Jacques BELLOCQ                                                                     |
| 3/4                                        | Laurent LARROUY, Denis LOURTET, Frédéric CROUZAT, Patrick ARNEAU                    |
| arrière                                    | Jean-Claude ARRETCHE                                                                |
| Joueurs ayant participé aux Phases Finales | Didier SAN-JUAN (Blessé en 8e), Franck ROLLET, Régis BOURGEOIS & BRISé              |

Hélas en coulisse, une autre "bataille" agita le BTS. Le président Garcia-Bady devait laisser son poste à Dominique Arnaud et Jacques Darrigues (trésorier). Les choses ne se passèrent pas comme prévu ce qui fragilisa le club puisqu'un grand nombre des joueurs (dont l'emblématique capitaine Michel Lassalle) décidèrent de ne pas continuer avec la nouvelle équipe dirigeante. C'est donc amoindri et fragilisé que le BTS remonta en 1re Division.

## Meilleurs marqueurs de points et d'essais
| \| 10 Meilleurs marqueurs de points, en Championnat, de la saison 1993/1994 \| 10 Meilleurs marqueurs de points, en Championnat, de la saison 1993/1994 \| 10 Meilleurs marqueurs de points, en Championnat, de la saison 1993/1994 \| 10 Meilleurs marqueurs de points, en Championnat, de la saison 1993/1994 \| 10 Meilleurs marqueurs de points, en Championnat, de la saison 1993/1994 \| 10 Meilleurs marqueurs de points, en Championnat, de la saison 1993/1994 \| 10 Meilleurs marqueurs de points, en Championnat, de la saison 1993/1994 \| 10 Meilleurs marqueurs de points, en Championnat, de la saison 1993/1994 \| \| classement \| Joueur \| nombre de points inscrits \| \| \| \| \| \| \| 1er \| Denis Lourtet \| 218 pts \| \| \| \| \| \| \| 2e \| Bernard Lassalle \| 55 pts \| \| \| \| \| \| \| 3e \| Jean-Claude Arretche \| 33 pts \| \| \| \| \| \| \| 4e \| Laurent Larrouy \| 28 pts \| \| \| \| \| \| \| 5e \| Arneau \| 25 pts \| \| \| \| \| \| \| 6e \| Brisé & "Titou" Blanc \| 20 pts \| \| \| \| \| \| \| 8e \| Jacques Bellocq \| 17 pts \| \| \| \| \| \| \| 9e \| Réchou, Bertin, Berrouet, Bourgeois & Vanhems \| 15 pts \| \| \| \| \| \| \| ------------------------------------------------------------------------ \| ------------------------------------------------------------------------ \| ------------------------------------------------------------------------ \| ------------------------------------------------------------------------ \| ------------------------------------------------------------------------ \| ------------------------------------------------------------------------ \| ------------------------------------------------------------------------ \| ------------------------------------------------------------------------ \| |                                               |                           |
| mis à jour après la saison 1993-1994 |                                               |                           |
| 10 Meilleurs marqueurs de points, en Championnat, de la saison 1993/1994 |                                               |                           |
| classement | Joueur                                        | nombre de points inscrits |
| 1er | Denis Lourtet                                 | 218 pts                   |
| 2e | Bernard Lassalle                              | 55 pts                    |
| 3e | Jean-Claude Arretche                          | 33 pts                    |
| 4e | Laurent Larrouy                               | 28 pts                    |
| 5e | Arneau                                        | 25 pts                    |
| 6e | Brisé & "Titou" Blanc                         | 20 pts                    |
| 8e | Jacques Bellocq                               | 17 pts                    |
| 9e | Réchou, Bertin, Berrouet, Bourgeois & Vanhems | 15 pts                    |

| \| Meilleurs marqueurs d'essai, en Championnat, de la saison 1993/1994 \| Meilleurs marqueurs d'essai, en Championnat, de la saison 1993/1994 \| Meilleurs marqueurs d'essai, en Championnat, de la saison 1993/1994 \| Meilleurs marqueurs d'essai, en Championnat, de la saison 1993/1994 \| Meilleurs marqueurs d'essai, en Championnat, de la saison 1993/1994 \| Meilleurs marqueurs d'essai, en Championnat, de la saison 1993/1994 \| Meilleurs marqueurs d'essai, en Championnat, de la saison 1993/1994 \| Meilleurs marqueurs d'essai, en Championnat, de la saison 1993/1994 \| \| classement \| Joueur \| nombre d'essais inscrits \| \| \| \| \| \| \| 1er \| Jean-Claude Arretche \| 6 \| \| \| \| \| \| \| 2e \| Laurent Larrouy & Arneau \| 5 \| \| \| \| \| \| \| 4e \| Brisé & "Titou" Blanc \| 4 \| \| \| \| \| \| \| 6e \| Réchou, Bertin, Berrouet, Bourgeois, Vanhems & Bernard Lassalle \| 3 \| \| \| \| \| \| \| 12e \| J-M Labat, Denis Lourtet, Vergez & Larrondo \| 2 \| \| \| \| \| \| \| 16e \| "Gorka" Sanchez, San-Juan, Frédéric Crouzat, Pocorena, Mendiboure & Jacques Bellocq \| 1 \| \| \| \| \| \| \| ------------------------------------------------------------------- \| ----------------------------------------------------------------------------------- \| ------------------------------------------------------------------- \| ------------------------------------------------------------------- \| ------------------------------------------------------------------- \| ------------------------------------------------------------------- \| ------------------------------------------------------------------- \| ------------------------------------------------------------------- \| |                                                                                     |                          |
| mis à jour après la saison 1993-1994 |                                                                                     |                          |
| Meilleurs marqueurs d'essai, en Championnat, de la saison 1993/1994 |                                                                                     |                          |
| classement | Joueur                                                                              | nombre d'essais inscrits |
| 1er | Jean-Claude Arretche                                                                | 6                        |
| 2e | Laurent Larrouy & Arneau                                                            | 5                        |
| 4e | Brisé & "Titou" Blanc                                                               | 4                        |
| 6e | Réchou, Bertin, Berrouet, Bourgeois, Vanhems & Bernard Lassalle                     | 3                        |
| 12e | J-M Labat, Denis Lourtet, Vergez & Larrondo                                         | 2                        |
| 16e | "Gorka" Sanchez, San-Juan, Frédéric Crouzat, Pocorena, Mendiboure & Jacques Bellocq | 1                        |

## Effectif
| Rang | Nom             | Poste                      | parcours                     |
| 1    | Vadillo         | Pilier                     | formé au club                |
| 2    | Bertin          | Pilier                     | Caen, arrivé en cadet au BTS |
| 3    | Etrillard       | Pilier                     | Bayonne                      |
| 4    | Errecart        | Pilier                     | formé au club                |
| 5    | Elizagoyen      | Pilier                     | Mouguerre puis Bayonne       |
| 6    | San-Juan        | Talonneur                  | Anglet                       |
| 7    | Ducassou        | Talonneur                  | Mouguerre                    |
| 8    | Pocorena        | 2e ligne                   | Bayonne                      |
| 9    | Michel Lassalle | 2e ligne                   | formé au club                |
| 10   | Duguine         | 2e ou 3e ligne             | Bagnères                     |
| 11   | Larrondo        | 3e ligne aile ou talonneur | Bayonne                      |
| 12   | Sanchez         | 3e ligne aile              | Bayonne                      |
| 13   | Navarron        | 3e ligne aile              | Bayonne                      |
| 14   | Berrouet        | 3e ligne centre            | formé au club                |
| 15   | Blanc           | 3e ligne aile              | formé au club                |

| Rang | Nom              | Période                          | Parcours                  |
| 16   | Vanhems          | 3e ligne aile                    | Bayonne                   |
| 17   | Labat            | Demi de mêlée                    | formé au club             |
| 18   | Mendiboure       | Demi de mêlée                    | Anglet puis Bayonne       |
| 19   | Bellocq          | Ouvreur                          | Hendaye puis Bayonne      |
| 20   | Bernard Lassalle | Ouvreur                          | formé au club             |
| 21   | Lourtet          | Ouvreur, centre ou demi de mêlée | formé au club             |
| 22   | Brisé            | Centre                           | formé au club             |
| 23   | Rollet           | Centre                           | Bayonne                   |
| 24   | Crouzat          | Centre                           | Bayonne, BS/BTS puis Nice |
| 25   | Vergez           | Ailier                           | formé au club             |
| 26   | Arneau           | Ailier                           | Bayonne                   |
| 27   | Laurent Larrouy  | Ailier                           | formé au club             |
| 28   | Bourgeois        | Ailier ou 3e ligne               | formé au club             |
| 29   | J-C Arretche     | Arrière ou ailier                | ASSM                      |
| 30   | Dicharry         |                                  |                           |

## L'équipe Réserve (équipe 3 du club)
La même saison, l’équipe Réserve (la 3e équipe senior du club) disputa les 1/2 finales du Championnat de France. Mélange de jeunes joueurs et d’anciens toujours « bien conservé » ce groupe remporta le Titre de Champion de Côte Basque avant de s’incliner une rencontre avant la Finale, contre le Champion de France en Titre : La Valette 23 à 9. Emmené par un Henry Gaye (38 ans), un Michel Mays (39 ans), un Yves Dupin (31 ans) et un Michel Aipurua (entraîneur-joueur de + 40 ans) frétillants cette équipe régala les supporters qui suivirent son aventure.